# Onze Unidos
Clube Desportivo Onze Unidos (kurz Onze Unidos) ist ein kapverdischer Fußballverein aus der Stadt Maio.

## Stadion
Die Fußballmannschaft von Onze Unidos trägt ihre Heimspiele im städtischen Estádio Municipal aus. Das Stadion hat einen Kunstrasenplatz und fasst 1000 Zuschauer.

## Geschichte
Der Verein wurde 1976 gegründet. Er gewann jeweils einmal den Meistertitel und den Pokal.

## Erfolge
- Kapverdischer Meister: 2001.
- Kapverdischer Pokalsieger: 2012
- Maio-Meister: 1995/96, 1998/99, 2000/01, 2001/02, 2002/03, 2003/04, 2004/05, 2008/09, 2010/11
- Maio-Pokal: 2011/12, 2014/15[2]
- Maio-Super-Pokal: 2014/15